# Kim Seungok
Kim Seungok, nacido en diciembre de 1941, es un novelista y guionista surcoreano.

## Biografía
Nacido en Osaka, Japón, regresó a Corea después de la emancipación del país en 1945. Creció en Suncheon, provincia de Jeolla del Sur, donde asistió a la escuela secundaria Suncheon. En 1960 estudió literatura francesa en la Universidad Nacional de Seúl en un momento en el que ese departamento y universidad eran el centro del descontento de los intelectuales en Seúl. Mientras estaba en la Universidad Nacional de Seúl, trabajó como dibujante para un periódico de Seúl y publicó su primer relato con 19 años ("Práctica de vida"). En 1962 fundó la publicación literaria La edad de la prosa, donde publicó algunas de sus primeras obras. Tuvo un éxito literario inmediato. Su relato más conocido es "Seúl, invierno de 1964", una obra que cristalizó el sentido coreano de pérdida y sinsentido de la industrialización y el nihilismo resultante. En 1967 su relato "Viaje a Mujin" se adaptó como película con el nombre La niebla. Kim Seung-ok fue el guionista y el director Kim Soo-yong ganó el Premio al mejor director en el 14º Festival de Cine de Asia-Pacífico.

## Obra
Kim Seung-ok es la quintaesencia de alguien ajeno a los sistemas, sea cual sea ese sistema. Esto era claro incluso en sus primeras obras, en las que adoptó la perspectiva de un marginado romántico. Es sus primeras obras muestra un gran deseo de escapar de los límites de la existencia cotidiana y a menudo lo hace a través de la fantasía o la alucinación. Pronto empezó a reconocer la fuerza de las limitaciones sociales, pero sus obras se muestran incapaces de sobrepasar esa barrera. Pasó a tener una actitud distante y nihilista, en la cual no caben los sueños. El marginado romántico fue sustituido entonces por narradores atomizados en una sociedad indiferente. Sus trabajos posteriores muestran la vida anónima de narradores que están atrapados en una sociedad en proceso de modernización. Finalmente, antes de retirarse de la ficción de forma definitiva, intentó usar la pasión erótica de la misma forma que usó la alucinación y la fantasía en sus primeros trabajos. Sus historias de este estilo no tuvieron una buena recepción. Fue guionista de varias películas coreanas, incluidas Mujer de 1968 y La mujer insecto de 1972. Fue el primer escritor coreano que ganó tanto el Premio Yi Sang de literatura como el Premio Dong-in de literatura. Pero después de 1967 empezó a tener menos energía creativa y en 1979 dejó de escribir ficción.

## Obras en coreano
- Cuaderno de fantasía (Hwansang sucheop,1962)
- Quince preconcepciones certificadas (Hwaginhaebon yeoldaseot gaji gojeong gwannyeom)
- Práctica de vida (Saengmyeong yeonseup, 1962)
- Seúl, invierno de 1964 (Seoul, 1964 nyeon gyeoul, 1965)
- Viaje por la noche (Yahaeng)
- Una taza de té (Chana hanjan)
- Fuertes son los chivos (Yeomsoneun himi seda, 1966)
- La luz de la luna en Seúl: capítulo 0 (Seourui dalbit 0 jang)
- Para entender a mi hermana(Nuirul ihaehagi wihayeo, 1963)
- Nuestra valla baja(Woorideului Nateun Wultari, 1979)
- El Dios con el que me he encontrado(Naega Mannan Hananim, 2004)

## Ediciones en español
- Viaje a Muyin, ciudad de la niebla (무진기행), ed. y trad. de Lee Hyekyung, Madrid, Verbum, 2011.

## Premios
- Premio Dong-in de literatura (1965)
- Premio Yi Sang de literatura (1977)